# Біле (Ізмаїльський район)
Бі́ле — селище Вилківської міської громади, Ізмаїльському районі Одеської області, Україна, розташоване на острові Зміїний у Чорному морі. Населення становить від 13 до 30 осіб[джерело?]. В лютому 2022 року, під час російського вторгнення в Україну, було окуповане росіянами, звільнене 4 липня 2022 року.

## Географія
Селище є найвіддаленішим від сухопутної території України населеним пунктом. Найкоротша відстань до узбережжя становить 35 кілометрів. Офіційно засноване 8 лютого 2007 року постановою Верховної Ради України про надання господарським та житловим комплексам на Зміїному статусу селища з присвоєнням назви Біле. 
Одеська обласна рада рішенням від 20 березня 2009 року взяла на облік і підпорядкувала Вилківській міській раді Кілійського району селище Біле.
У селищі Біле розташована навігаційна станція БК АІС Зміїний 2к.
Острів Зміїний — унікальне місце. Він має форму неправильного чотирикутника, а довжина берегової лінії становить близько 3,5 кілометрів. На відміну від островів прибережної зони північної акваторії Чорного моря, які по суті — піщані, намивні ділянки суші, Зміїний — скелястий острів, складений потужними гірськими породами. Береги його обривисті, але є 4 пляжі. Рельєф острова платоподібний, ландшафт — степовий. Селище Біле розміщене в центрі острова. Зміїний — один із екологічно чистих куточків України. В акваторії острова водиться багато червонокнижних мешканців моря: дельфіни, краби та інші. Сам острів — місце відпочинку перелітних птахів. Також в околицях острова виявлені запаси нафти.

## Вулиці
Козацька вулиця — наразі єдина вулиця в селищі. Заснована в 2007 році.

## Історія
Селище Біле адміністративно підпорядковане Вилківській міській громаді, а географічно є найвіддаленішим від суші населеним пунктом України. Розташоване на острові Зміїний, який знаходиться в 37 кілометрах від узбережжя — дельти Дунаю.
З 2002 року острів Зміїний був включений до складу Кілійського району.
Офіційно селище засноване в 2007 році. Тоді статус селища отримали житловий та господарський комплекс науково-дослідної станції Одеського національного університету.
Назву острів отримав від водяних вужів, яких сюди на гілках заносить з дельти Дунаю. Зміїним острів називали румуни і турки. Ця ділянка суші була відомою ще древнім грекам, які називали його островом Ахілла. За легендою, на острові похований герой Троянської війни Ахілл і тут же знаходився його храм. Втім, в античних джерелах, і у греків, і у римлян, трапляється назва Білий острів (Леукос і Алба). Мабуть тому селище на острові називається Біле. У різний час острів належав Риму, Візантії, Османській імперії, Російській імперії, Румунії. Острів використовувався як стоянка кораблів і військовий форпост. У середині 19 століття на ньому розміщувався румунський дисциплінарний армійський батальйон. У 1944 році Зміїний відійшов до СРСР і також був військовим об'єктом: на ньому дислокувалися прикордонна застава і радіолокаційна рота ППО. Після розпаду Радянського Союзу острів відійшов до України. Румунія висунула свої права на острів, але Міжнародний суд визнав Зміїний українською територією. У складі України острів демілітаризовано, його зробили науковою базою і поліпшили інфраструктуру. В останні роки острів став доступним для туристів.
Під час російського вторгнення в Україну з 24 лютого 2022 року по 30 червня 2022 року селище було окуповане російськими військами, а 30 червня 2022 року було повернуто контроль над островом.

## Персоналії
- Ахіллес — за легендою похований на острові Зміїний.